# Estación de Anvers
La  estación de Anvers (en español: Amberes), de su nombre completo Anvers - Sacré-Cœur,  es una estación de la línea 2 del metro de París situada en el límite de los distritos IX y XVIII, al norte de la ciudad. 
Fuera de la estación es posible acceder al funicular de Montmartre llegándose así a lo alto de Montmartre. 

## Historia
La estación fue inaugurada el 7 de octubre de 1902 dentro de la primera ampliación de la línea 2. 
Debe su nombre a la ciudad belga de Amberes y a la Basílica del Sacré Cœur, dado que es una de las estaciones más próximas a la misma. 

## Descripción
Está compuesta de dos vías y de dos andenes laterales de 75 metros. 
En el año 2009, la estación fue renovada y despojada de los revestimientos metálicos que forraban la bóveda recuperando así un diseño más clásico, por ello, luce ahora el habitual revestimiento de azulejos blancos biselados. 
Su iluminación emplea el modelo vagues (olas) con estructuras casi adheridas a la bóveda que sobrevuelan ambos andenes proyectando la luz en varias direcciones.
La señalización por su parte usa la moderna tipografía Parisine donde el nombre de la estación aparece en letras blancas sobre un panel metálico de color azul. Por último, los asientos de la estación son los modernos Coquille o Smiley, unos asientos en forma de cuenco inclinado para que parte del mismo pueda usarse como respaldo y que poseen un hueco en la base en forma de sonrisa. 

## Acceso
La estación dispone de un acceso situado en el bulevar Rochechouart, catalogado como Monumento Histórico al haber sido construido por Hector Guimard.